# Municipio de Plain View
El municipio de Plain View (en inglés: Plain View Township) es un municipio ubicado en el  condado de Sampson en el estado estadounidense de Carolina del Norte. En el año 2010 tenía una población de 5.095 habitantes.

## Geografía
El municipio de Plain View se encuentra ubicado en las coordenadas 35°14′38.59″N 78°32′41.04″O / 35.2440528, -78.5447333.